# Дейв Арнесон
Дейв Арнесон (англ. David Arneson; 1 жовтня 1947 — 7 квітня 2009) — один з творців настільної гри Dungeons & Dragons, піонер рольових відеоігор.

## Біографічні відомості
Рольова гра Dungeons & Dragons була розроблена Гаррі Гайгексом (Gary Gygax) і Дейвом Арнесоном у 1974 на основі літературних фентезі-всесвітів і стратегічних настільних ігор. Гра відома передусім своїми багатогранними кубиками, дайсами, що виконують роль всемогутнього випадку. В іншому гравців абсолютно вільні у своїх діях в рамках обставин, які пропонує ведучий (ігровий майстер). Саме завдяки Dungeons&Dragons рольові настільні і відеоігри набули сучасного вигляду.
В 1969 році Дейв Арнесон познайомився з Гаррі Гайгексом. Друзів об'єднувала пристрасть до історичних настільних ігор з мініатюрами (варгеймів). Їхнім першим спільним творінням став набір правил для морських битв під назвою Don't Give Up the Ship!. Ця та інші стратегічні ігри лягли в основу Dungeons & Dragons, коли Дейв Арнесон запропонував управляти не арміями, а одним-єдиним персонажем.
Згодом друзі посварилися, і їхні дороги розійшлися. У 1979 році Дейв Арнесон подав позов на Гері Гайгекса за використання його ідей в нових настільних іграх компанії TSR Hobbies, Inc. Справу вдалося вирішити мирно, але стосунки залишилися напруженими.
Дейв Арнесон віддав перевагу роботі у великій корпорації долі незалежного видавця ігор. У 1984 році він був включений в Зал слави Академії пригодницьких ігор. В останні роки Дейв Арнесон викладав гейм-дизайн в університеті «На всіх вітрилах» (Вінтер-Парк, штат Флорида).

### Dungeons & Dragons
Перша відеоігрові адаптація D&D під назвою dnd побачила світ на платформі PLATO в 1975 році — всього через рік після виходу в світ першого настільного набору. Перша гра для ПК — Pool of Radiance — була випущена в 1988-му. Найсвіжішою на сьогодні відеогрою за мотивами є Baldur's Gate III заснована на п'ятій редакції D&D, випущена 3 серпня 2023 року на PC та 6 вересня на PlayStation 5.
Компанія Wizards of the Coast, якій належать права на ігри із серії Dungeons & Dragons, стверджує, що саме Дейв Арнесон розробив основи сучасних рольових ігор: гравець виконує роль героя, герой отримує досвід, виконуючи різні завдання, і вдосконалює свої навички. Ще одна важлива особливість справжніх РПГ, теж придумана Дейвом Арнесоном, полягає в тому, що герой отримує очки досвіду не тільки вбиваючи монстрів, але і виявляючи свою індивідуальність тим або іншим чином (вкрасти, умовити тощо).
Попередником D&D стала розроблена Дейвом Арнесоном гра Blackmoor, яку зазвичай вважають не першою рольовою грою, але першим ігровим ролевим модулем.